# Sara Scuderi
Sara Scuderi (Catania, 11 dicembre 1906 – Milano, 24 dicembre 1987) è stata un soprano italiano.
Cantò in Italia e in Europa (particolarmente nei Paesi Bassi) e ottenne un contratto di sette anni con il Teatro alla Scala dove "ricevette grandi elogi per le sue interpretazioni".

## Biografia
Nata in Sicilia, studiò canto con il maestro Matteo Adernò. Fece poi il suo debutto al Teatro Coccia di Novara interpretando il ruolo di Leonora ne Il trovatore (novembre 1925).
Firmò quindi un contratto di sette anni con il Teatro alla Scala di Milano, dove ricevette molte lodi e cantò con i più famosi cantanti del tempo come Beniamino Gigli e Galliano Masini.
"La Greta Garbo dell'Opera", così la chiamavano. In tempi in cui l'aspetto fisico e la gestualità non avevano un peso determinante rispetto alla voce, la soprano siciliana Sara Scuderi legava alla nitidezza e alla misura del canto una figura da star e una notevole presenza scenica.

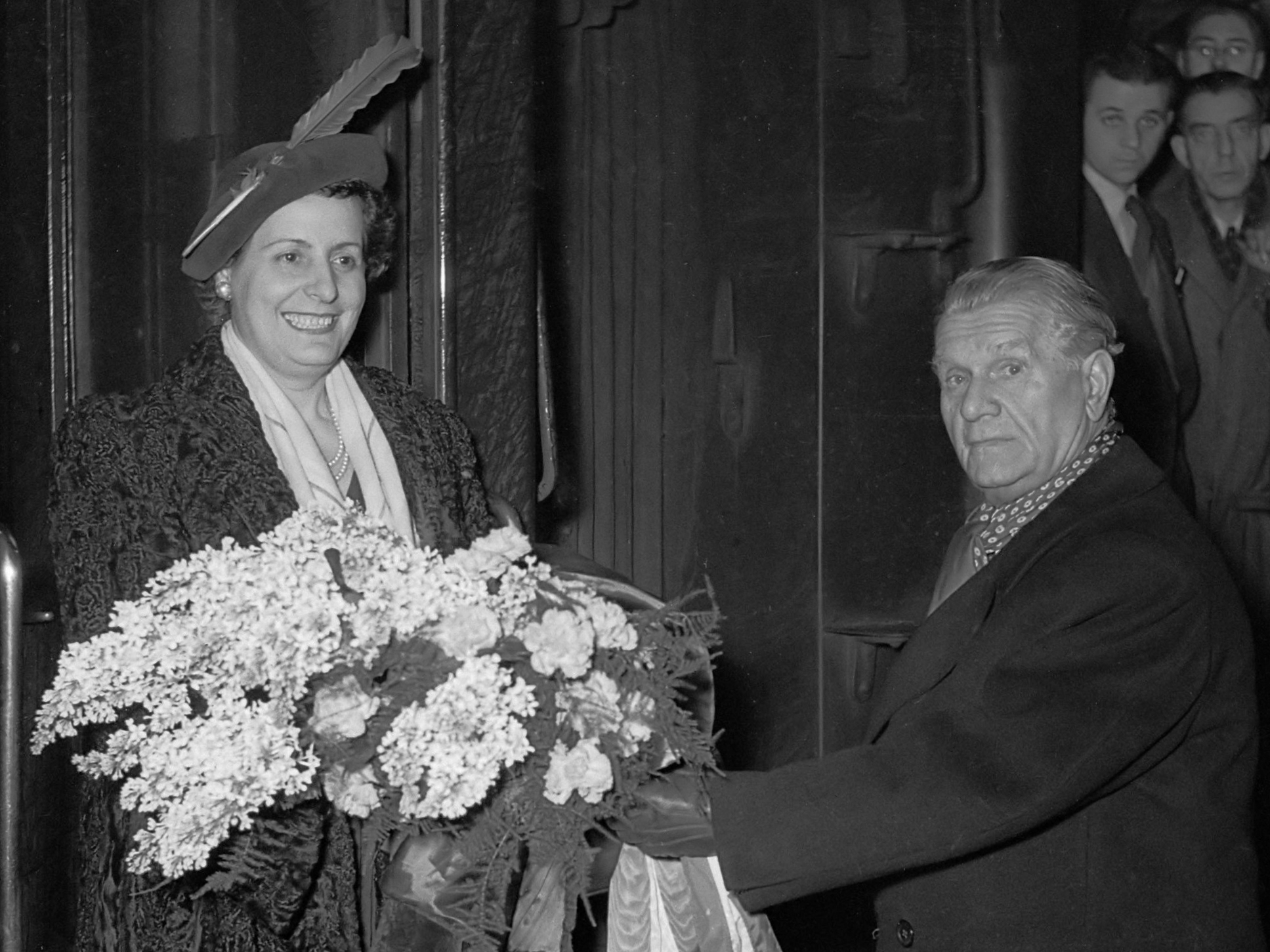
Sara Scuderi con il maestro danese Alex Wunnink nel 1952.

La sua interpretazione di Tosca fu particolarmente apprezzata nel 1937 quando la cantò alle Terme di Caracalla con Beniamino Gigli e Luigi Montesanto. Cantò anche alle prime esecuzioni delle opere Giulio Cesare di Malipiero e Volte della Vergine di Carmassi.
Sara Scuderi cantò nella maggior parte dei teatri d'opera dell'epoca, sia in Italia che all'estero, particolarmente ad Amsterdam, dove ottenne un contratto settennale e cantò in molte opere. Fu in tournée diverse volte, con il Teatro alla Scala, in Brasile e Argentina dove cantò Tosca con Giuseppe Lugo.
Nel 1944 fu Saffo di Giovanni Pacini, al Teatro Colon di Buenos Aires sotto la direzione di Ettore Panizza.
Nel 1947, al Gran Teatre del Liceu di Barcellona, in occasione del centenario del teatro, interpretò il ruolo di Anna Bolena nell’omonima opera di Gaetano Donizetti. Si trattò del primo allestimento novecentesco dell’opera su quel palcoscenico, in una produzione che la studiosa Susana Salgado ha definito “a stellar cast”.
All’inizio degli anni Cinquanta, Scuderi si ritirò dalle scene per assistere la madre, con cui aveva un rapporto di profondo affetto e gratitudine. Successivamente si dedicò all’insegnamento
Per il resto della sua vita visse nella Casa di riposo per musicisti "G. Verdi", la prima nel suo genere, fondata dal compositore Giuseppe Verdi nel 1896. Il regista Daniel Schmid si avvalse della Scuderi per tratteggiare la figura di una cantante d'opera a riposo, nel suo film Il bacio di Tosca del 1984. Sara Scuderi morì tre anni dopo, nel 1987.

## Repertorio
| Ruolo                   | Titolo                          | Autore     |
| ----------------------- | ------------------------------- | ---------- |
| Elena Margherita        | Mefistofele                     | Boito      |
| Jaroslavna              | Il principe Igor'               | Borodin    |
| Wally                   | La Wally                        | Catalani   |
| Anna Bolena             | Anna Bolena                     | Donizetti  |
| Maddalena di Coigny     | Andrea Chénier                  | Giordano   |
| Ginevra                 | La cena delle beffe             | Giordano   |
| Santuzza                | Cavalleria rusticana            | Mascagni   |
| Mariella                | Il piccolo Marat                | Mascagni   |
| Carlotta                | Werther                         | Massenet   |
| Fiora                   | L'amore dei tre re              | Montemezzi |
| Contessa d'Almaviva     | Le nozze di Figaro              | Mozart     |
| Donna Anna Donna Elvira | Don Giovanni                    | Mozart     |
| Saffo                   | Saffo                           | Pacini     |
| Contarina               | Orseolo                         | Pizzetti   |
| Manon Lescaut           | Manon Lescaut                   | Puccini    |
| Mimì                    | La bohème                       | Puccini    |
| Tosca                   | Tosca                           | Puccini    |
| Cio-Cio-San             | Madama Butterfly                | Puccini    |
| Giorgetta               | Il tabarro                      | Puccini    |
| Liù                     | Turandot                        | Puccini    |
| Magda                   | La campana sommersa             | Respighi   |
| Maria Egiziaca          | Maria Egiziaca                  | Respighi   |
| Lucrezia                | Lucrezia                        | Respighi   |
| Sinaide                 | Mosè                            | Rossini    |
| La Marescialla          | Il cavaliere della rosa         | Strauss    |
| Arianna/Primadonna      | Arianna a Nasso                 | Strauss    |
| Leonora                 | Il trovatore                    | Verdi      |
| Violetta Valéry         | La traviata                     | Verdi      |
| Desdemona               | Otello                          | Verdi      |
| Mrs. Alice Ford         | Falstaff                        | Verdi      |
| Elsa di Brabante        | Lohengrin                       | Wagner     |
| Eva                     | I maestri cantori di Norimberga | Wagner     |
| Giulietta Capuleti      | Giulietta e Romeo               | Zandonai   |